# Население Беларуси
Населе́ние Беларуси — совокупность людей, проживающих на территории Беларуси. По оценке на 1 января 2025 года, население республики составило около 9 109 280 .человек. С начала 2015 года по январь 2018 года прирост населения составил 10,7 тысяч человек. Естественная убыль населения в январе — сентябре 2014 года по сравнению с соответствующим периодом 2013 года уменьшилась на 75,3 % и составила 1545 человек. Миграционный прирост в январе — сентябре 2014 года составил 8474 человека.
Среди постсоветских стран в Беларуси наиболее урбанизированное население, так согласно данным 2024 года 78,60% населения проживали в городах и лишь 21,40% в сельских территориях .

Демографическая пирамида Беларуси в 2023

## Численность
По данным переписи населения Беларуси 2019 года, население республики составило 9 413 446 человек. По данным Национального статистического комитета Республики Беларусь на 1 октября 2014 года численность населения оценивалось в 9 475 000 человек, на 1 января 2018 года в 9 491 800 человек, на 1 января 2019 года 9 475 600 человек. 1 января 2024 численность населения Беларуси составляла 9 155 978 человек.
| год  | всего тыс. чел. | городское | городское | сельское  | сельское |
| год  | всего тыс. чел. | тыс. чел. | доля      | тыс. чел. | доля     |
| ---- | --------------- | --------- | --------- | --------- | -------- |
| 1897 | 6674            | 899       | 13,5 %    | 5774      | 86,5 %   |
| 1913 | 6899,1          | 990,1     | 14,3 %    | 5909      | 85,7 %   |
| 1926 | 4986            | 848       | 17 %      | 4138      | 83 %     |
| 1939 | 8912,2          | 1854,8    | 20,8 %    | 7057,4    | 79,2 %   |
| 1940 | 9046,1          | 1924,5    | 21,3 %    | 7121,6    | 78,7 %   |
| 1941 | 9092            | 1968,7    | 21,7 %    | 7123,3    | 78,3 %   |
| 1950 | 7709            | 1619,5    | 21 %      | 6089,5    | 79 %     |
| 1951 | 7781,1          | 1726      | 22,2 %    | 6055,1    | 77,8 %   |
| 1952 | 7748,7          | 1827,3    | 23,6 %    | 5921,4    | 76,4 %   |
| 1953 | 7693,4          | 1902,8    | 24,7 %    | 5790,6    | 75,3 %   |
| 1954 | 7685,6          | 1988,9    | 25,9 %    | 5696,7    | 74,1 %   |
| 1955 | 7757,2          | 2064,4    | 26,6 %    | 5692,8    | 73,4 %   |
| 1956 | 7850,2          | 2115,7    | 27 %      | 5734,5    | 73 %     |
| 1957 | 7910            | 2195,7    | 27,8 %    | 5714,3    | 72,2 %   |
| 1958 | 7961,6          | 2309,4    | 29 %      | 5652,2    | 71 %     |
| 1959 | 8055,7          | 2480,5    | 30,8 %    | 5575,2    | 69,2 %   |
| 1960 | 8147,4          | 2605,1    | 32 %      | 5542,3    | 68 %     |
| 1961 | 8233,3          | 2745,4    | 33,3 %    | 5487,9    | 66,7 %   |
| 1962 | 8335,2          | 2870,6    | 34,4 %    | 5464,6    | 65,6 %   |
| 1963 | 8435,4          | 2988,2    | 35,4 %    | 5447,2    | 64,6 %   |
| 1964 | 8479,8          | 3092,3    | 36,5 %    | 5387,5    | 63,5 %   |
| 1965 | 8557,9          | 3208,6    | 37,5 %    | 5349,3    | 62,5 %   |
| 1966 | 8655,7          | 3336,6    | 38,5 %    | 5319,1    | 61,5 %   |
| 1967 | 8761,8          | 3472,5    | 39,6 %    | 5289,3    | 60,4 %   |
| 1968 | 8838,7          | 3607,2    | 40,8 %    | 5231,5    | 59,2 %   |
| 1969 | 8915            | 3752,7    | 42,1 %    | 5162,3    | 57,9 %   |
| 1970 | 8992,2          | 3890,6    | 43,3 %    | 5101,6    | 56,7 %   |
| 1971 | 9048,7          | 4018,3    | 44,4 %    | 5030,4    | 55,6 %   |
| 1972 | 9118,1          | 4164,3    | 45,7 %    | 4953,8    | 54,3 %   |
| 1973 | 9182,4          | 4326,7    | 47,1 %    | 4855,7    | 52,9 %   |
| 1974 | 9251,4          | 4491      | 48,5 %    | 4760,4    | 51,5 %   |
| 1975 | 9317,2          | 4649,1    | 49,9 %    | 4668,1    | 50,1 %   |
| 1976 | 9360,5          | 4795,5    | 51,2 %    | 4565      | 48,8 %   |
| 1977 | 9406,2          | 4932,2    | 52,4 %    | 4474      | 47,6 %   |
| 1978 | 9463,5          | 5075,1    | 53,6 %    | 4388,4    | 46,4 %   |
| 1979 | 9532,5          | 5234,3    | 54,9 %    | 4298,2    | 45,1 %   |
| 1980 | 9591,8          | 5361,5    | 55,9 %    | 4230,3    | 44,1 %   |
| 1981 | 9662,9          | 5505,6    | 57 %      | 4157,3    | 43 %     |
| 1982 | 9736,1          | 5649,7    | 58 %      | 4086,4    | 42 %     |
| 1983 | 9800,6          | 5788,7    | 59,1 %    | 4011,9    | 40,9 %   |
| 1984 | 9869,4          | 5939,6    | 60,2 %    | 3929,8    | 39,8 %   |
| 1985 | 9929            | 6077,4    | 61,2 %    | 3851,6    | 38,8 %   |
| 1986 | 9986,4          | 6215,1    | 62,2 %    | 3771,3    | 37,8 %   |
| 1987 | 10 042,8        | 6346,6    | 63,2 %    | 3696,2    | 36,8 %   |
| 1988 | 10 089,7        | 6488,4    | 64,3 %    | 3601,3    | 35,7 %   |
| 1989 | 10 151,8        | 6641,4    | 65,4 %    | 3510,4    | 34,6 %   |
| 1990 | 10 188,9        | 6731,9    | 66,1 %    | 3457      | 33,9 %   |
| 1991 | 10 189,8        | 6805,1    | 66,8 %    | 3384,7    | 33,2 %   |
| 1992 | 10 198,3        | 6856,3    | 67,2 %    | 3342      | 32,8 %   |
| 1993 | 10 234,6        | 6899,3    | 67,4 %    | 3335,3    | 32,6 %   |
| 1994 | 10 243,5        | 6927      | 67,6 %    | 3316,5    | 32,4 %   |
| 1995 | 10 210,4        | 6932,2    | 67,9 %    | 3278,2    | 32,1 %   |
| 1996 | 10 177,3        | 6934,7    | 68,1 %    | 3242,6    | 31,9 %   |
| 1997 | 10 141,9        | 6938      | 68,4 %    | 3203,9    | 31,6 %   |
| 1998 | 10 093          | 6946,1    | 68,8 %    | 3146,9    | 31,2 %   |
| 1999 | 10 045,2        | 6961,5    | 69,3 %    | 3083,7    | 30,7 %   |
| 2000 | 10 002,5        | 6967,4    | 69,7 %    | 3035,1    | 30,3 %   |
| 2001 | 9956,7          | 6979,6    | 70,1 %    | 2977,1    | 29,9 %   |
| 2002 | 9900,4          | 6982,9    | 70,5 %    | 2917,5    | 29,5 %   |
| 2003 | 9830,7          | 6973,5    | 70,9 %    | 2857,2    | 29,1 %   |
| 2004 | 9762,8          | 6968      | 71,4 %    | 2794,8    | 28,6 %   |
| 2005 | 9697,5          | 6965,4    | 71,8 %    | 2732,1    | 28,2 %   |
| 2006 | 9630,4          | 6956,7    | 72,2 %    | 2673,7    | 27,8 %   |
| 2007 | 9579,5          | 6963,9    | 72,7 %    | 2615,6    | 27,3 %   |
| 2008 | 9542,4          | 6989,2    | 73,2 %    | 2553,2    | 26,8 %   |
| 2009 | 9513,6          | 7027,1    | 73,9 %    | 2486,5    | 26,1 %   |
| 2010 | 9500            | 7077,1    | 74,5 %    | 2422,9    | 25,5 %   |
| 2011 | 9481,2          | 7122,4    | 75,1 %    | 2358,8    | 24,9 %   |
| 2012 | 9465,2          | 7175      | 75,8 %    | 2290,2    | 24,2 %   |
| 2013 | 9463,8          | 7220,9    | 76,3 %    | 2242,9    | 23,7 %   |
| 2014 | 9468,1          | 7271,5    | 76,8 %    | 2196,5    | 23,2 %   |
| 2015 | 9481            | 7328,8    | 77,3 %    | 2152,2    | 22,7 %   |
| 2016 | 9498            | 7370,4    | 77,6 %    | 2127,6    | 22,4 %   |
| 2017 | 9505            | 7404,4    | 77,9 %    | 2100,6    | 22,1 %   |
| 2018 | 9491            | 7412      | 78,1 %    | 2079      | 21,9 %   |
| 2019 | 9413,4          | 7300      | 77,5 %    | 2113,4    | 22,5 %   |
| 2020 | 9410,3          | 7303,9    | 77,6 %    | 2106,4    | 22,4 %   |
| 2021 | 9349,6          | 7280,3    | 77,9 %    | 2069,3    | 22,1 %   |
| 2022 | 9255,5          | 7232,0    | 78,1 %    | 2023,4    | 21,9 %   |

| город       | 1989   | 1999   | 2009   | 2015 | 2017     | 2019   |
| ----------- | ------ | ------ | ------ | ---- | -------- | ------ |
| Минск       | 1607,1 | 1680,5 | 1836,8 | 1938 | 1974,819 | 2018,3 |
| Гомель      | 497,5  | 475,5  | 482,7  | 517  | 535,229  | 536,9  |
| Могилёв     | 356,9  | 356,5  | 358,3  | 375  | 380,44   | 383,3  |
| Витебск     | 347,4  | 340,7  | 347,9  | 366  | 369,933  | 378,46 |
| Гродно      | 269,8  | 301,6  | 327,5  | 361  | 368,71   | 373,5  |
| Брест       | 256    | 286,4  | 309,8  | 336  | 343,985  | 351    |
| Бобруйск    | 220,9  | 220,7  | 215,1  | 218  | 217,94   | 216,8  |
| Барановичи  | 158,4  | 163,4  | 164,7  | 179  | 179,439  | 179    |
| Борисов     | 142,1  | 150,7  | 147,4  | 145  | 143,3    | 142,7  |
| Пинск       | 118,3  | 129,9  | 125    | 138  | 138,202  | 138    |
| Орша        | 121,7  | 123,9  | 117,2  | 117  | 115,9    | 114,1  |
| Мозырь      | 101    | 109,8  | 108,8  | 112  | 112,8    | 112,3  |
| Солигорск   | 93,5   | 100,9  | 102,3  | 106  | 106,8    | 106,3  |
| Лида        | 91,3   | 100,7  | 97,6   | 100  | 101,1    | 101,9  |
| Новополоцк  | 93,4   | 105,6  | 98,1   | 102  | 102,288  | 101,1  |
| Молодечно   | 90,3   | 96,6   | 94,3   | 95   | 95,2     | 94,6   |
| Полоцк      | 76,6   | 82,5   | 82,5   | 85   | 85       | 84,3   |
| Жлобин      | 56,2   | 71,2   | 75,9   | 76   | 76,1     | 76,2   |
| Светлогорск | 69,5   | 73,3   | 70     | 69   | 68,6     | 67,1   |
| Речица      | 69,4   | 66,7   | 64,7   | 66   | 66       | 65,9   |
| Жодино      | 54,6   | 59,3   | 61,7   | 64   | 64,303   | 64,7   |
| Слуцк       | 57,2   | 63,5   | 61,4   | 62   | 62,1     | 61,5   |
| Кобрин      | 45,2   | 50,7   | 51,2   | 53   | 53       | 53,4   |

Начиная с 1994 года, численность населения республики снижается, при этом основным фактором, влияющим на ситуацию, остаётся превышение числа умерших над числом родившихся. За первые 9 месяцев 2012 года коэффициент рождаемости составил 12 промилле. Показатель смертности соответственно составил 14,5 за январь — март 2008, 14,9 за аналогичный период 2007, 14,3 в 2006 и 14,5 в 2005. За 9 месяцев 2012 года этот показатель составил 13,2 промилле. Смертность детей в возрасте до 1 года уменьшилась с 5,7 случаев на 1000 родившихся в первом квартале 2007 до 4 случаев за аналогичный период 2008 года. В 39 % городов и 21 % посёлков городского типа в 2008 году отмечался естественный прирост населения, в сельской местности, напротив, наблюдалась естественная убыль. По данным на 2007 год, прирост населения составлял −0,06 %, сальдо миграции положительно — 2,3 на 1000 населения (в страну въезжает больше, чем выезжает).

Изменение численности населения Беларуси в межпереписные периоды (районы, города областного подчинения, город Минск)
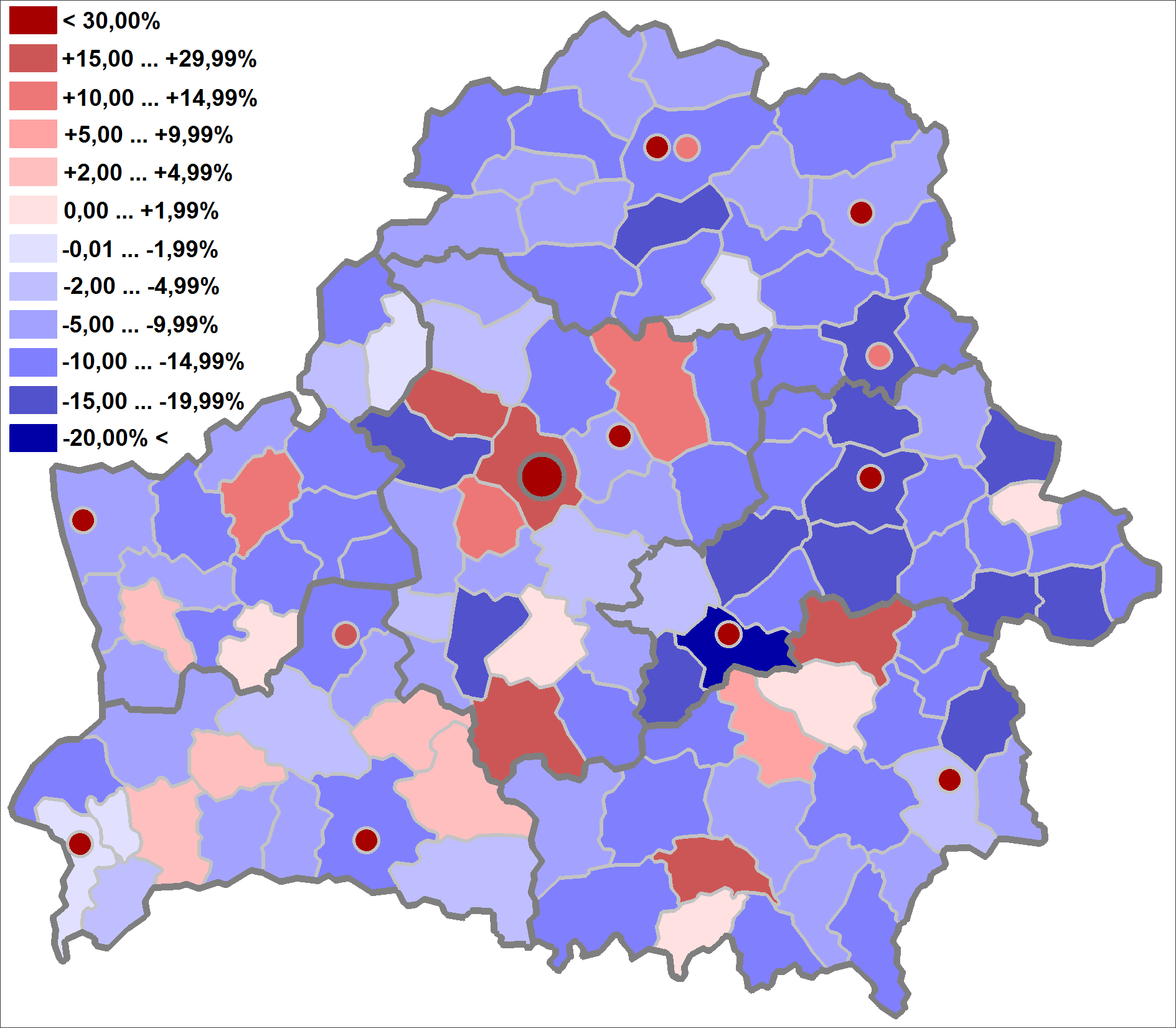
1970—1979
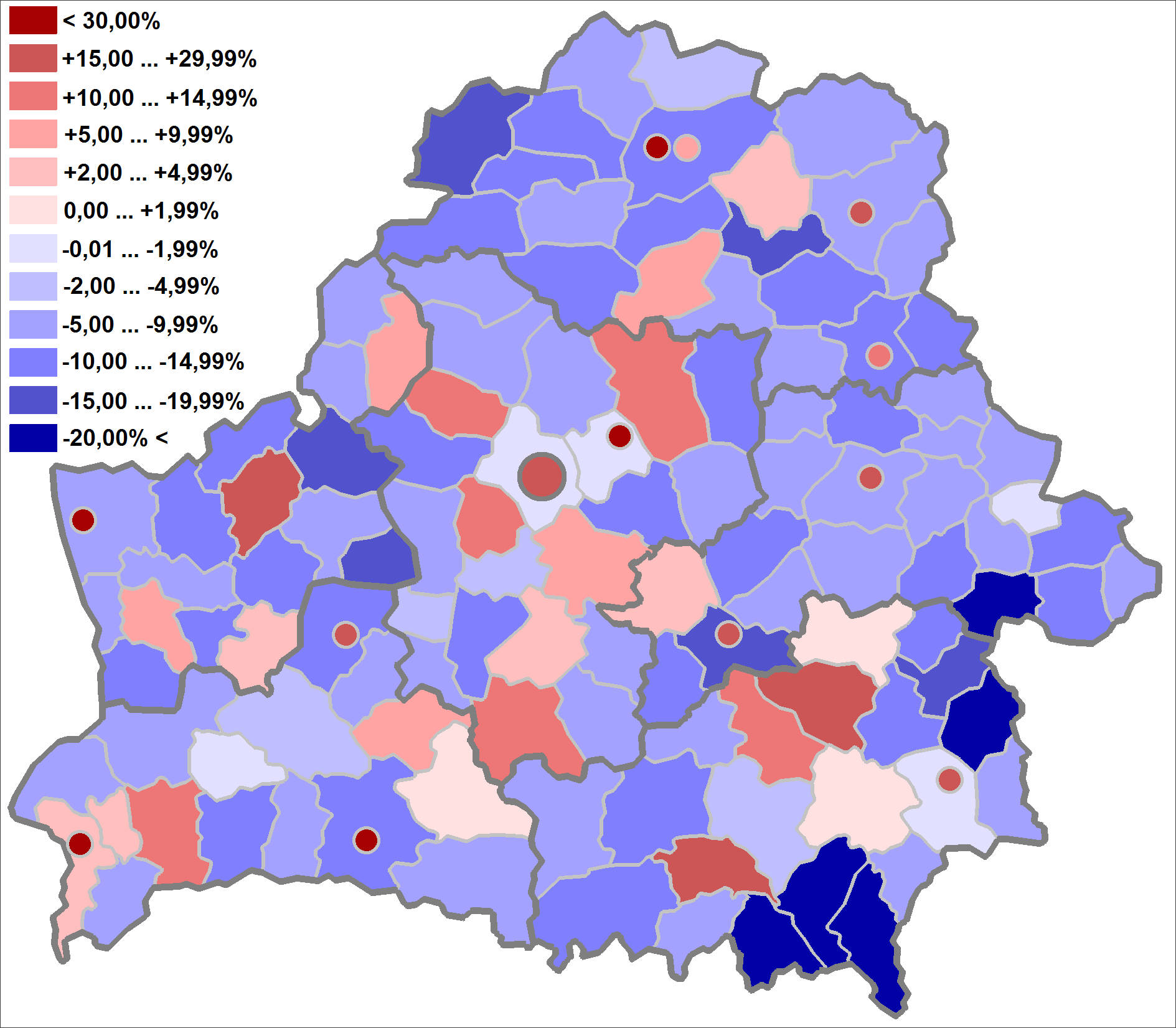
1979—1989
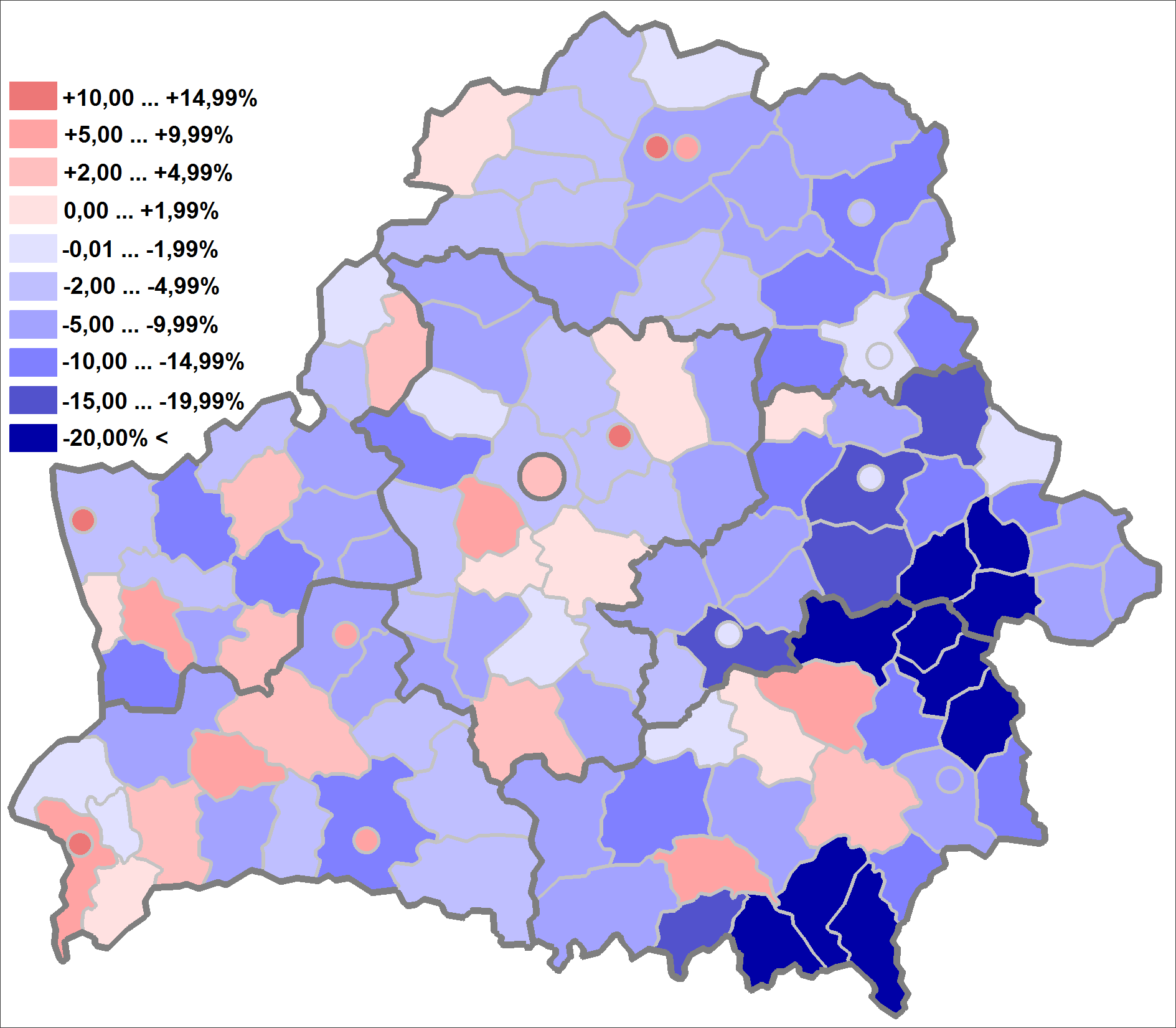
1989—1999
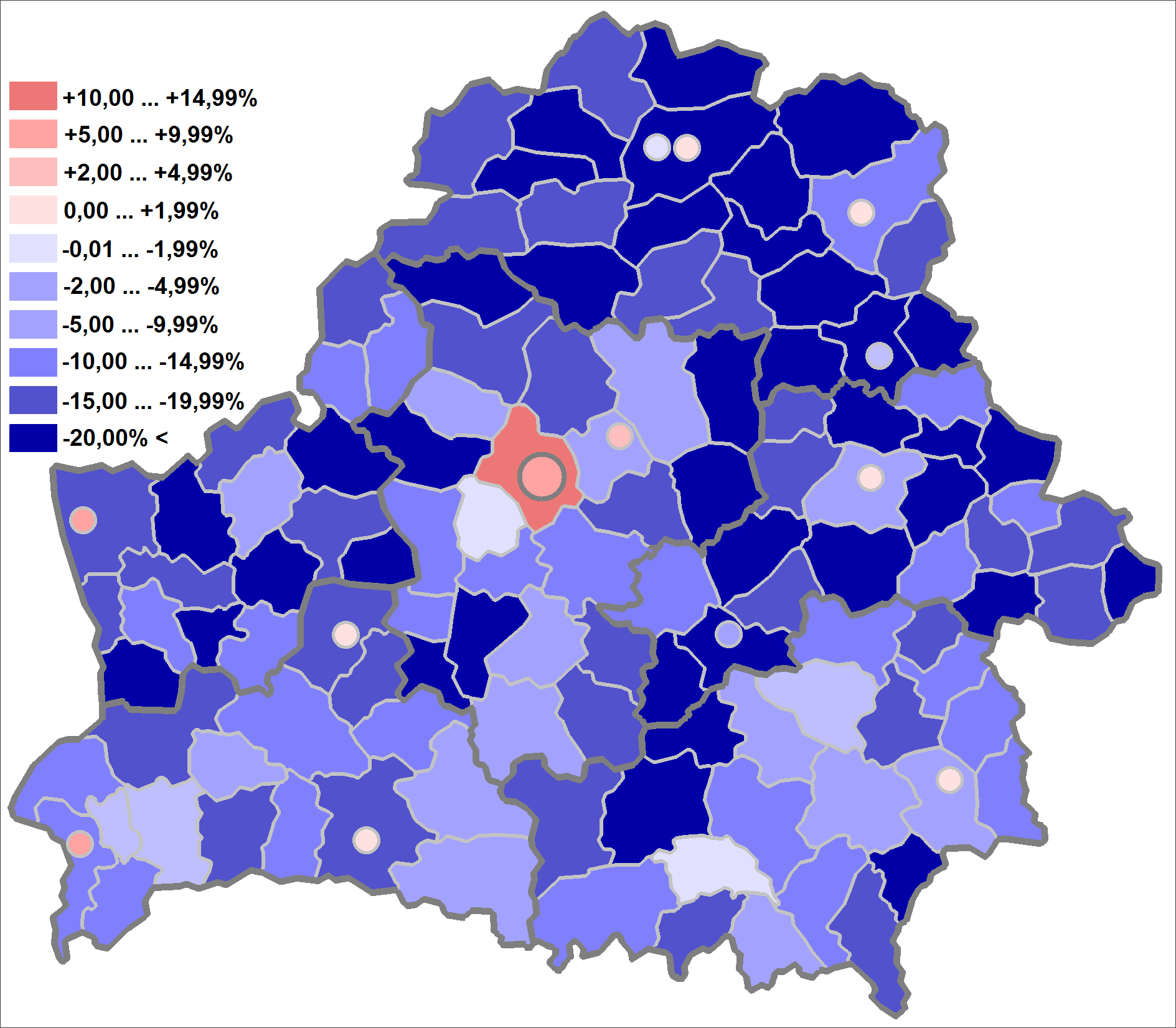
1999—2009

По данным Национального статистического комитета, показатель суммарной рождаемости, который сократился с 2,083 ребёнка на женщину в 1994—1995 годах до 1,233 в 2004 году, к 2009 году вырос до 1,509 ребёнка, но в 2010 году вновь незначительно сократился до 1,494.

## Демографические показатели с 1950 года

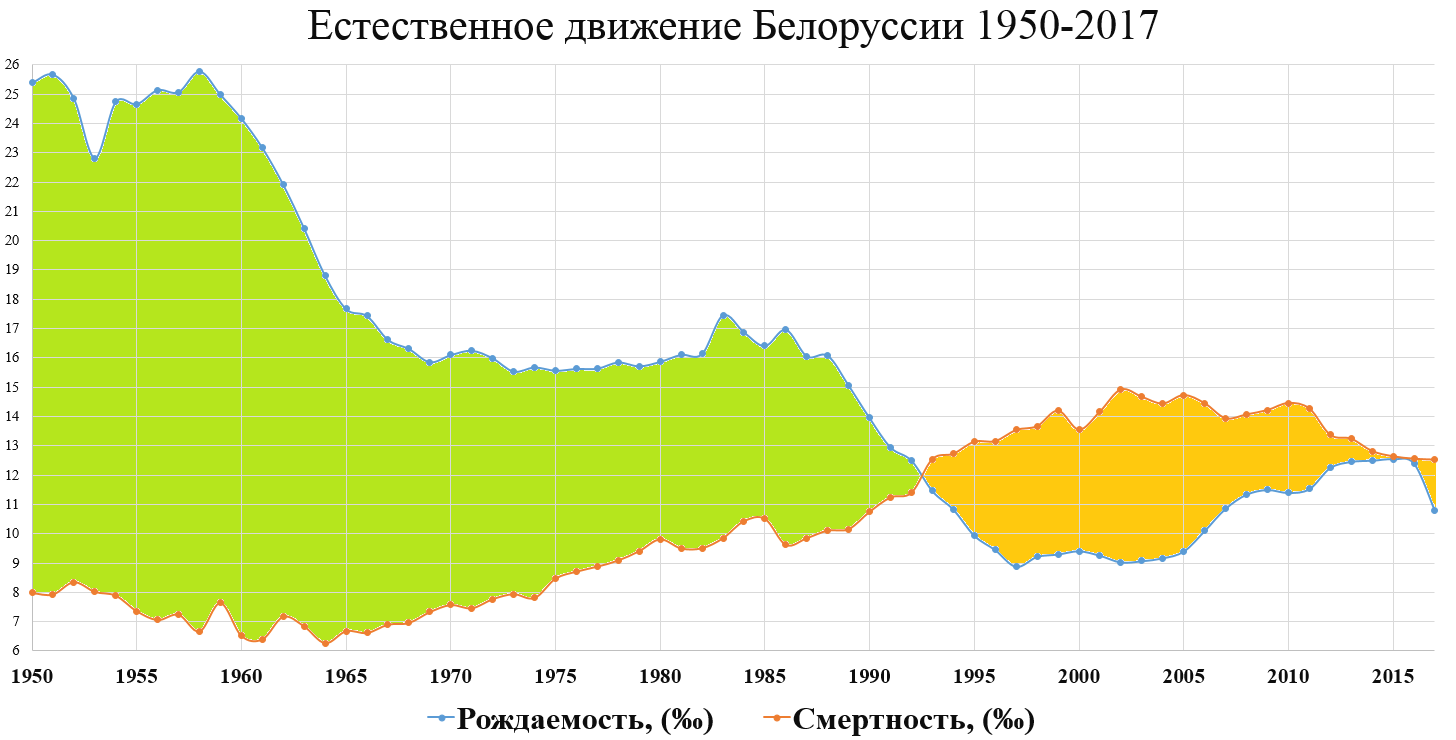
Естественное движение населения (на 1000 человек) в 1950—2017 годах

Диаграмма численности населения Беларуси:
|      | Численность населения на 1 января | Количество родившихся | Количество умерших | Естественный прирост | Общий коэффициент рождаемости (на 1000) | Общий коэффициент смертности (на 1000) | Естественный прирост (на 1000) | Суммарный коэффициент рождаемости | Количество зарегистрированных абортов |
| ---- | --------------------------------- | --------------------- | ------------------ | -------------------- | --------------------------------------- | -------------------------------------- | ------------------------------ | --------------------------------- | ------------------------------------- |
| 1950 | 7 745 000                         | 197 164               | 61 944             | 135 220              | 25,39                                   | 7,98                                   | 17,41                          |                                   |                                       |
| 1951 | 7 765 000                         | 198 200               | 61 200             | 137 000              | 25,67                                   | 7,93                                   | 17,74                          |                                   |                                       |
| 1952 | 7 721 000                         | 191 100               | 64 200             | 126 900              | 24,85                                   | 8,35                                   | 16,5                           |                                   |                                       |
| 1953 | 7 690 000                         | 176 200               | 61 900             | 114 300              | 22,82                                   | 8,02                                   | 14,8                           |                                   |                                       |
| 1954 | 7 722 000                         | 193 100               | 61 600             | 131 500              | 24,74                                   | 7,89                                   | 16,85                          |                                   |                                       |
| 1955 | 7 804 000                         | 194 345               | 57 966             | 136 379              | 24,66                                   | 7,36                                   | 17,31                          |                                   |                                       |
| 1956 | 7 880 000                         | 199 500               | 56 000             | 143 500              | 25,14                                   | 7,06                                   | 18,08                          |                                   |                                       |
| 1957 | 7 936 000                         | 200 800               | 58 000             | 142 800              | 25,07                                   | 7,24                                   | 17,83                          |                                   |                                       |
| 1958 | 8 009 000                         | 207 700               | 53 700             | 154 000              | 25,78                                   | 6,67                                   | 19,12                          | 2,764                             |                                       |
| 1959 | 8 055 714                         | 204 600               | 62 600             | 142 000              | 24,98                                   | 7,64                                   | 17,34                          | 2,764                             |                                       |
| 1960 | 8 190 000                         | 200 218               | 54 037             | 146 181              | 24,17                                   | 6,52                                   | 17,65                          | 2,8                               | 170 787                               |
| 1961 | 8 284 000                         | 194 239               | 53 682             | 140 557              | 23,17                                   | 6,4                                    | 16,76                          | 2,61                              | 178 290                               |
| 1962 | 8 385 000                         | 185 302               | 60 676             | 124 626              | 21,91                                   | 7,17                                   | 14,73                          | 2,57                              | 185 554                               |
| 1963 | 8 458 000                         | 173 889               | 58 291             | 115 598              | 20,41                                   | 6,84                                   | 13,57                          | 2,46                              | 191 137                               |
| 1964 | 8 519 000                         | 161 794               | 53 967             | 107 827              | 18,8                                    | 6,27                                   | 12,53                          | 2,36                              | 200 534                               |
| 1965 | 8 607 000                         | 153 865               | 58 156             | 95 709               | 17,67                                   | 6,68                                   | 10,99                          | 2,27                              | 205 999                               |
| 1966 | 8 709 000                         | 153 414               | 58 265             | 95 149               | 17,43                                   | 6,62                                   | 10,81                          | 2,28                              | 203 430                               |
| 1967 | 8 800 000                         | 147 501               | 61 263             | 86 238               | 16,62                                   | 6,9                                    | 9,71                           | 2,26                              | 203 722                               |
| 1968 | 8 877 000                         | 146 095               | 62 354             | 83 741               | 16,31                                   | 6,96                                   | 9,35                           | 2,23                              | 198 955                               |
| 1969 | 8 957 000                         | 142 652               | 65 912             | 76 740               | 15,86                                   | 7,33                                   | 8,53                           | 2,18                              | 191 637                               |
| 1970 | 8 992 190                         | 146 676               | 68 974             | 77 702               | 16,1                                    | 7,57                                   | 8,53                           | 2,3                               | 187 935                               |
| 1971 | 9 112 000                         | 149 135               | 68 511             | 80 624               | 16,25                                   | 7,46                                   | 8,78                           | 2,34                              | 190 169                               |
| 1972 | 9 178 000                         | 147 813               | 71 866             | 75 947               | 15,99                                   | 7,77                                   | 8,21                           | 2,36                              | 185 101                               |
| 1973 | 9 245 000                         | 144 729               | 73 927             | 70 802               | 15,54                                   | 7,94                                   | 7,6                            | 2,29                              | 193 503                               |
| 1974 | 9 312 000                         | 146 876               | 73 181             | 73 695               | 15,68                                   | 7,81                                   | 7,87                           | 2,24                              | 194 247                               |
| 1975 | 9 367 000                         | 146 517               | 79 701             | 66 816               | 15,57                                   | 8,47                                   | 7,1                            | 2,2                               | 194 710                               |
| 1976 | 9 411 000                         | 147 912               | 82 400             | 65 512               | 15,63                                   | 8,71                                   | 6,92                           | 2,16                              | 199 121                               |
| 1977 | 9 463 000                         | 148 963               | 84 565             | 64 398               | 15,64                                   | 8,88                                   | 6,76                           | 2,11                              | 202 146                               |
| 1978 | 9 525 000                         | 151 053               | 86 612             | 64 441               | 15,85                                   | 9,09                                   | 6,76                           | 2,08                              | 201 619                               |
| 1979 | 9 532 516                         | 151 800               | 90 837             | 60 963               | 15,72                                   | 9,41                                   | 6,31                           | 2,05                              | 203 446                               |
| 1980 | 9 658 000                         | 154 432               | 95 514             | 58 918               | 15,87                                   | 9,81                                   | 6,05                           | 2,04                              | 201 852                               |
| 1981 | 9 732 000                         | 157 899               | 93 136             | 64 763               | 16,11                                   | 9,5                                    | 6,61                           | 2,08                              | 202 340                               |
| 1982 | 9 804 000                         | 159 364               | 93 840             | 65 524               | 16,14                                   | 9,51                                   | 6,64                           | 2,02                              | 198 011                               |
| 1983 | 9 872 000                         | 173 510               | 97 849             | 75 661               | 17,46                                   | 9,85                                   | 7,61                           | 2,09                              | 207 461                               |
| 1984 | 9 938 000                         | 168 749               | 104 274            | 64 475               | 16,88                                   | 10,43                                  | 6,45                           | 2,14                              | 210 844                               |
| 1985 | 9 999 000                         | 165 034               | 105 690            | 59 344               | 16,41                                   | 10,51                                  | 5,9                            | 2,09                              | 200 888                               |
| 1986 | 10 058 000                        | 171 611               | 97 276             | 74 335               | 16,97                                   | 9,62                                   | 7,35                           | 2,1                               | 171 114                               |
| 1987 | 10 111 000                        | 162 937               | 99 921             | 63 016               | 16,06                                   | 9,85                                   | 6,21                           | 2,04                              | 163 761                               |
| 1988 | 10 144 000                        | 163 193               | 102 671            | 60 522               | 16,08                                   | 10,11                                  | 5,96                           | 2,031                             | 140 921                               |
| 1989 | 10 151 806                        | 153 449               | 103 479            | 49 970               | 15,06                                   | 10,16                                  | 4,9                            | 2,026                             | 256 041                               |
| 1990 | 10 188 942                        | 142 167               | 109 582            | 32 585               | 13,95                                   | 10,75                                  | 3,2                            | 1,913                             | 260 839                               |
| 1991 | 10 189 753                        | 132 045               | 114 650            | 17 395               | 12,95                                   | 11,24                                  | 1,71                           | 1,805                             | 241 138                               |
| 1992 | 10 198 346                        | 127 971               | 116 674            | 11 297               | 12,5                                    | 11,4                                   | 1,1                            | 1,764                             | 240 387                               |
| 1993 | 10 234 593                        | 117 384               | 128 544            | -11 160              | 11,46                                   | 12,55                                  | −1,09                          | 1,623                             | 217 957                               |
| 1994 | 10 243 506                        | 110 599               | 130 003            | −19 404              | 10,83                                   | 12,73                                  | −1,9                           | 1,533                             | 212 533                               |
| 1995 | 10 210 403                        | 101 144               | 133 775            | −32 631              | 9,94                                    | 13,14                                  | −3,21                          | 1,406                             | 193 280                               |
| 1996 | 10 177 258                        | 95 798                | 133 422            | −37 624              | 9,45                                    | 13,16                                  | −3,71                          | 1,335                             | 174 098                               |
| 1997 | 10 141 880                        | 89 586                | 136 653            | −47 067              | 8,88                                    | 13,54                                  | −4,66                          | 1,25                              | 152 660                               |
| 1998 | 10 092 986                        | 92 645                | 137 296            | −44 651              | 9,22                                    | 13,67                                  | −4,44                          | 1,3                               | 145 339                               |
| 1999 | 10 045 237                        | 92 975                | 142 027            | −49 052              | 9,3                                     | 14,2                                   | −4,9                           | 1,31                              | 135 829                               |
| 2000 | 10 002 535                        | 93 691                | 134 867            | −41 176              | 9,41                                    | 13,55                                  | −4,14                          | 1,317                             | 121 895                               |
| 2001 | 9 956 684                         | 91 720                | 140 299            | −48 579              | 9,26                                    | 14,17                                  | −4,91                          | 1,286                             | 101 402                               |
| 2002 | 9 900 414                         | 88 743                | 146 665            | −57 922              | 9,03                                    | 14,92                                  | −5,89                          | 1,24                              | 89 895                                |
| 2003 | 9 830 681                         | 88 512                | 143 200            | −54 688              | 9,07                                    | 14,67                                  | −5,6                           | 1,232                             | 80 174                                |
| 2004 | 9 762 817                         | 88 943                | 140 064            | −51 121              | 9,17                                    | 14,44                                  | −5,27                          | 1,233                             | 71 700                                |
| 2005 | 9 697 475                         | 90 508                | 141 857            | −51 349              | 9,4                                     | 14,73                                  | −5,33                          | 1,252                             | 64 655                                |
| 2006 | 9 630 354                         | 96 721                | 138 426            | −41 705              | 10,1                                    | 14,45                                  | −4,35                          | 1,335                             | 58 516                                |
| 2007 | 9 579 493                         | 103 626               | 132 993            | −29 367              | 10,86                                   | 13,94                                  | −3,08                          | 1,429                             | 46 287                                |
| 2008 | 9 542 412                         | 107 876               | 133 879            | −26 003              | 11,34                                   | 14,07                                  | −2,73                          | 1,488                             | 42 197                                |
| 2009 | 9 513 557                         | 109 263               | 135 097            | −25 834              | 11,5                                    | 14,22                                  | −2,72                          | 1,509                             | 35 967                                |
| 2010 | 9 499 972                         | 108 050               | 137 132            | −29 082              | 11,4                                    | 14,46                                  | −3,07                          | 1,494                             | 27 662                                |
| 2011 | 9 481 193                         | 109 147               | 135 090            | −25 943              | 11,53                                   | 14,27                                  | −2,74                          | 1,515                             | 26 858                                |
| 2012 | 9 465 150                         | 115 893               | 126 531            | −10 638              | 12,25                                   | 13,37                                  | −1,12                          | 1,62                              |                                       |
| 2013 | 9 463 840                         | 117 997               | 125 326            | −7329                | 12,46                                   | 13,24                                  | −0,77                          | 1,668                             | 31 206                                |
| 2014 | 9 468 154                         | 118 534               | 121 542            | −3008                | 12,5                                    | 12,82                                  | −0,32                          | 1,696                             | 29 797                                |
| 2015 | 9 480 868                         | 119 208               | 120 026            | −818                 | 12,55                                   | 12,64                                  | −0,09                          | 1,724                             | 29 217                                |
| 2016 | 9 498 364                         | 117 779               | 119 379            | −1600                | 12,4                                    | 12,56                                  | −0,17                          | 1,733                             | 27 467                                |
| 2017 | 9 504 704                         | 102 356               | 119 051            | −16 695              | 10,78                                   | 12,53                                  | −1,76                          | 1,545                             |                                       |
| 2018 | 9 491 883                         | 94 042                | 120 053            | −26 011              | 9,9                                     | 12,7                                   | −2,8                           | 1,448                             |                                       |
| 2019 | 9 429 257                         | 87 602                | 120 470            | −32 868              | 9,3                                     | 12,8                                   | −3,5                           | 1,382                             |                                       |
| 2020 | 9 410 259                         | 82 971                | 144 536            | –62 514              | 8,7                                     | 15,4                                   | –6,7                           | 1,33                              |                                       |
| 2021 | 9 349 645                         | 76 151                | 173 853            | –97 702              | 8,1                                     | 18,6                                   | –10,5                          | 1,29                              |                                       |
| 2022 | 9 255 524                         | 67 396                | 130 034            | –61 417              | 7,3                                     | 13,9                                   | –6,6                           |                                   |                                       |
| 2023 | 9 200 617                         | 64 605                | 119 823            | –55 218              | 7,0                                     | 13,0                                   | –6,0                           |                                   |                                       |
| 2024 | 9 155 978                         | 58 993                | 115 124            | –56 131              | 6,4                                     | 12,6                                   | –6,2                           | 1,081                             |                                       |
| 2025 | 9 109 280                         |                       |                    |                      |                                         |                                        |                                |                                   |                                       |

|                                         |  |                                        |  |                                |
| Общий коэффициент рождаемости (на 1000) |  | Общий коэффициент смертности (на 1000) |  | Естественный прирост (на 1000) |

Плотность населения Беларуси по муниципальным образованиям на 2016 год.

## Социальные показатели

Ожидаемая продолжительность жизни в Беларуси с 1900 года

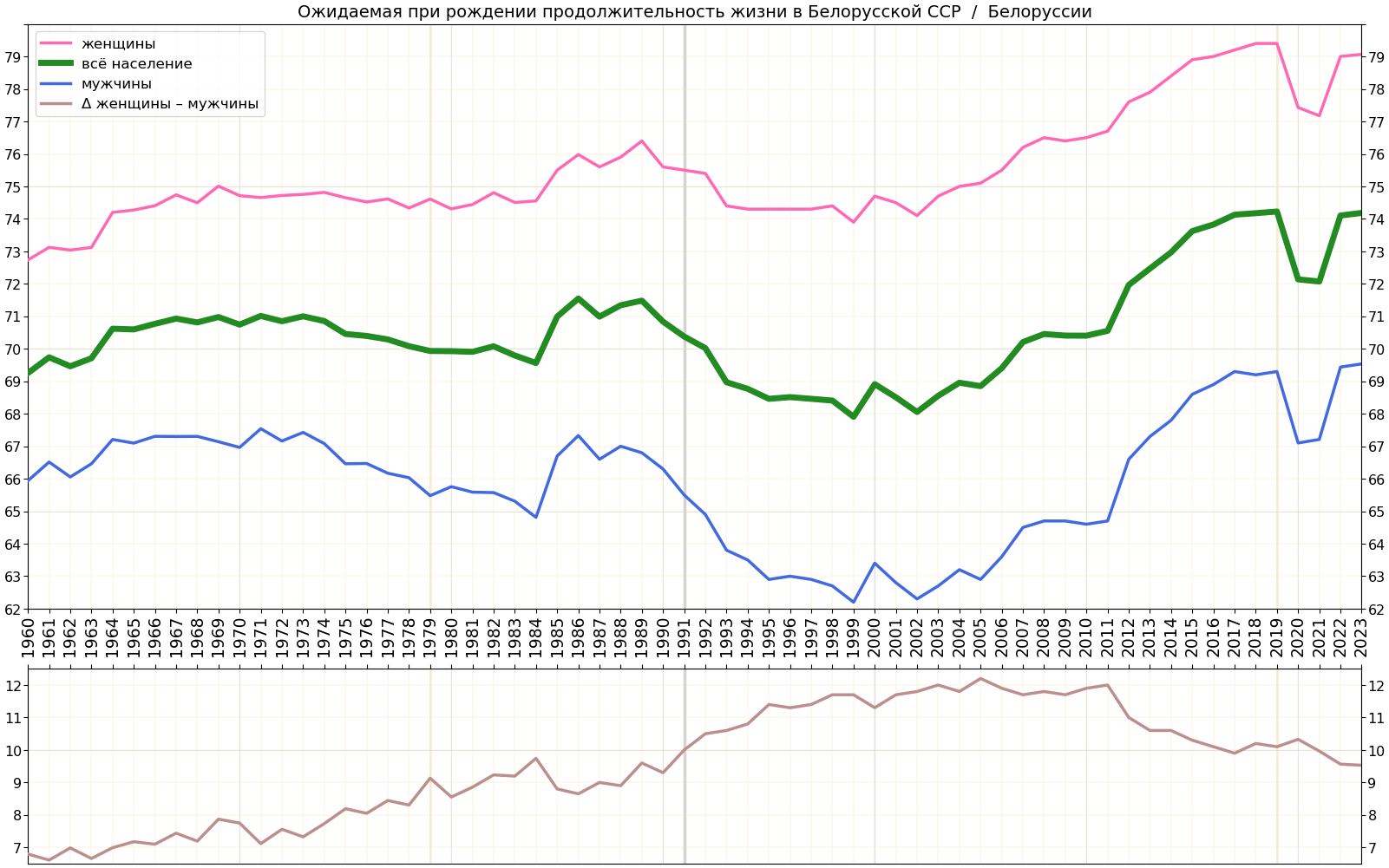
Ожидаемая продолжительность жизни мужчин и женщин с 1960 года

Средняя ожидаемая продолжительность жизни при рождении по областям и городу Минску на 2018 год:
73—73,9 лет
74—74,9 лет
76,8 лет

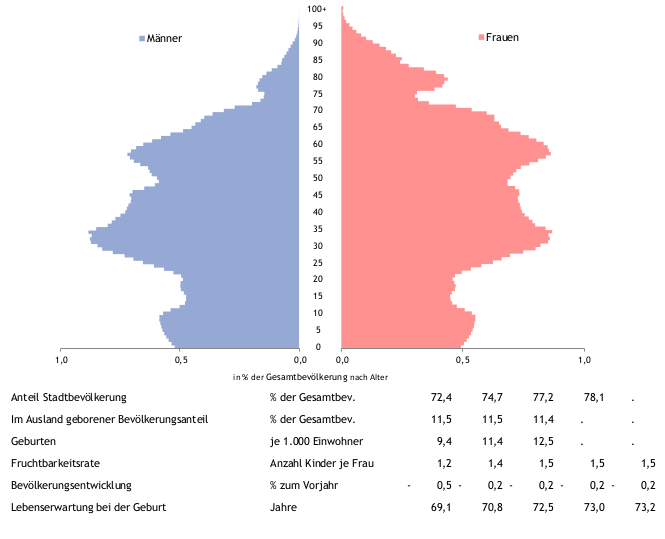
Половозрастная пирамида населения (2019)

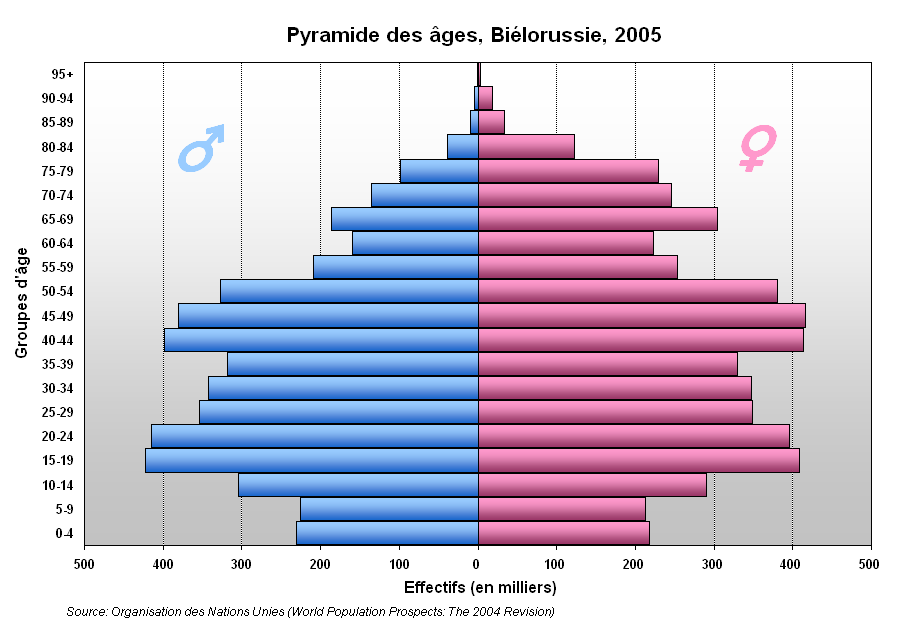
Половозрастная пирамида населения (2005)

В 2012 году ожидаемая продолжительность жизни в Беларуси составила 72,2 года, в 2018 году — 74,5 лет. В 2012 году этот показатель составил у мужчин 66,6 лет, у женщин — 77,6 лет; в 2018 году — 69,2 и 79,4 лет соответственно. По сравнению с Россией и Украиной это несколько выше, по сравнению с другими европейскими странами — значительно ниже. Проблемой остаётся значительная разница в продолжительности жизни мужчин и женщин. В 2008 году она составляла 12 лет, тогда как по оценке Программы развития ООН естественной разницей считается 5 лет. В городской местности разница в продолжительности жизни мужчин и женщин составляет 11 лет, в сельской — 14 лет. К 2018 году разница в продолжительности жизни между мужчинами и женщинами составила 10,2 года, в том числе 9,7 лет в городах и посёлках и 11,4 лет — в сельской местности. Из-за этого дисбаланса мужчины, вышедшие на пенсию на общих основаниях, получают пенсионные выплаты 7,8 лет, женщины — 22,7 года (2019 год). Средняя продолжительность жизни в городах и посёлках по состоянию на 2018 год — 75,6 лет (70,4 у мужчин и 80,1 у женщин), в сельской местности — 71 год (65,8 у мужчин и 77,2 у женщин).
В Беларуси людей старше 60 лет на 1 января 2013 года было 19,64 % от численности населения республики (по классификации ООН страна считается старой, если таких людей — 14 %). В 2013 году в стране увеличилась доля детей от 0 до 14 в общей численности населения — 15,43 % (14,74 % по переписи 2009 года).
По состоянию на 2017 год Беларусь по продолжительности жизни занимала 107-е место в мире из 191 государства — 73,1 год.
| Ожидаемая продолжительность жизни при рождении (по годам):                                                                     |
| График не отображается по техническим причинам. Чтобы исправить это, воспроизведите график в новом формате, если это возможно. |

### Рождаемость и смертность

Рождаемость, смертность и естественная убыль населения в пересчёте на 1000 человек по областям и городу Минску (2019 год). Естественная убыль населения:
−5 и более
от −4 до −5
от −3 до −4
от −2 до −3
от −1 до −2
около нуля

Коэффициент рождаемости (в пересчёте на 1000 человек) в сопоставлении с соседними странами:
от 7 до 9
от 9 до 10
от 10 до 11

В 2008 году на 100 девочек рождалось 106 мальчиков. На 2011 год количество семей с детьми составило 1 205 600, из них 65,7 % семей имеют только одного ребёнка, 28,9 % — двоих, троих и более имеет всего около 5 % семей. В 2008 году несовершеннолетние матери родили 1383 ребёнка.
В 2018 году в республике родилось 94 042 ребёнка (без учёта мертворождённых), из них 36 818 были первыми детьми у матери, 37 078 — вторыми, 14 492 — третьими, 3749 — четвёртыми, 1156 — пятыми, 749 — шестыми и более. В городах и посёлках в 2018 году родилось живыми 72 238 детей, в сельской местности — 21 804. Из 93 194 родов (2018 год, включая мертворождённых) 92 139 были одноплодными, в 1042 случаях рождалось двое детей, в 13 случаях — трое, ни разу в этом году — четверо. Средний возраст рожениц в 2018 году составил 29,4 лет (29,8 в городах и 28,2 в сельской местности), в том числе при рождении первого ребёнка — 26,7 лет (27,1 в городах и 25 в сельской местности).
В 2018 году 12 206 детей (13 %) родилось у женщин, не состоящих в зарегистрированном браке (один из самых низких показателей в Европе, ниже только в Греции и Северной Македонии). В сельской местности этот показатель составляет 17,3 %, в городах и посёлках — 11,7 %. Пик рождения детей вне брака пришёлся на 2005 год (24,2 %, в том числе 33,2 % в сельской местности). Этот показатель серьёзно различается по областям — от 9,6 % в Брестской и Гродненской областях до 17,1 % в Гомельской и Могилёвской областях (2018 год).
В 2018 году на 1000 женщин в возрасте 15—49 лет приходилось 42,6 родившихся детей, суммарный коэффициент рождаемости составил 1,448. Возрастные коэффициенты рождаемости претерпели значительные изменения в 1950—2010-е годы из-за сочетания демографических и социальных факторов. Так, с 1960-х годов и до 2007 года включительно больше всего детей рождалось у женщин в возрасте 20—24 года[стиль], до и после больше детей рождалось у женщин в возрасте 25—29 лет. В середине 1990-х годов возрастной коэффициент рождаемости у женщин 30—34 лет был ниже, чем у женщин в возрасте до 20 лет, но в 2018 году женщины в возрасте 30—34 года рожали в 6 раз чаще, чем женщины в возрасте до 20 лет (71,6 на 1000 против 11,7 на 1000). Для женщин в трёх возрастных категориях (25—29 лет, 30—34 года, 35—39 лет) в 1997 году возрастной коэффициент рождаемости достиг минимума, затем начал расти до 2016 года, после чего в трёх случаях начался новый спад.
Суммарный коэффициент рождаемости в городах более чем вдвое ниже, чем в сельской местности (1,256 против 2,903 в 2018 году), при этом в пересчёте на численность женщин в возрасте 15—49 лет разница меньше (38,9 рождений на 1000 женщин в городах в 2018 году против 61,7 на 1000 в сельской местности). Наиболее велико различие в уровне рождаемости среди женщин в возрасте до 20 лет[стиль] (в 4,5 раза), в возрасте 20—24 лет (в 2,9 раза) и в 25-29 лет (в 2,6 раза), затем разница между жительницами городов и деревень сокращается.
Наиболее высокая рождаемость наблюдается в Брестской области, низкая — в Витебской. В Витебской области также наибольший во всей республике коэффициент смертности, наименьший наблюдается в Минске.
В 2016 году в республике было выполнено 27 467 абортов (23,3 аборта на 100 родившихся живыми или 23,5 на 100 родов). Больше всего абортов в абсолютном выражении было выполнено в Минске[стиль] (6646 человек) и Гомельской области (5662), меньше всего — в Гродненской (2537) и Минской областях (2563). Число абортов в пересчёте на число родов (то есть относительная частота абортов) самое высокое в Витебской (32,6) и Гомельской (32,1) областях, самое низкое — в Минской (15,6), Брестской (18,2) и Гродненской (19,4) областях.
| Рождаемость и смертность (по годам):                                                                                           |
| График не отображается по техническим причинам. Чтобы исправить это, воспроизведите график в новом формате, если это возможно. |

| Классы основных причин смерти (2018 год)                                                                                       |
| --- |
| График не отображается по техническим причинам. Чтобы исправить это, воспроизведите график в новом формате, если это возможно. |

В 2018 году в республике умерло 120 053 человека — 59 830 мужчин (49,8 %) и 60 223 женщин (50,2 %); 75 529 человек в городах (62,9 %) и 44 524 в сельской местности (37,1 %). Более половины мужчин и менее четверти женщин умирает в возрасте до 70 лет. В возрасте от 70 лет и старше умерло 72 654 человека (60,5 %), в том числе 26 206 мужчин (43,8 % от общей численности умерших мужчин) и 46 448 женщин (77,1 % от общей численности умерших женщин). В возрасте до 70 лет возрастные коэффициенты смертности у мужчин значительно выше, чем у женщин аналогичного возраста, то есть в возрасте до 70 лет мужчины умирают в несколько раз чаще, чем женщины того же возраста (как в абсолютном, так и в относительном выражении). В 2018 году в стране умерло 22 253 человека в трудоспособном возрасте (18,5 % от общего числа умерших), в том числе 18 288 мужчин (30,6 % от общего числа умерших мужчин) и 3965 женщин (6,6 % от общего числа умерших женщин).
Мужчины существенно чаще умирают от новообразований (11 219 против 7626 у женщин; в трудоспособном возрасте мужчины умирают от рака и других новообразований в 3 раза чаще — 3668 против 1210), от болезней органов дыхания (1755 против 469) и значительно чаще — от внешних причин, то есть самоубийств, ДТП, отравлений алкоголем и других (6241 против 1771). Женщины чаще умирают от болезней нервной системы и органов чувств (4314 против 2356). Самые частые причины смертности людей в трудоспособном возрасте — болезни системы кровообращения (8025 случаев — 36,1 %), внешние причины (5228 — 23,5 %), новообразования (4878 — 21,9 %).
Показатель младенческой (до 1 года) смертности низкий. В 2018 году этот показатель составил 2,5 на 1000 родившихся (в 1950 году — 57,4, то есть 5,7 % новорождённых умирали в возрасте до 1 года). Уровень младенческой смертности ниже, чем в соседних странах — Латвии (4,1 в 2017 году), Литве (3 в 2017 году), Польше (4 в 2017 году), России (5,8 в 2017 году) и Украине (7,7 в 2017 году). 220 детей в 2018 году родились мёртвыми, ещё 66 умерли в возрасте до 7 дней.
В первой половине 2020 года в Беларуси умерло 46 558 человек (в том числе в январе 10 725 человек, в феврале — 9622 человека, в марте — 10 690 человек, в апреле — 10 886 человек, в мае — 11 966 человек, в июне — 13 016 человека). В июне зафиксирован самый высокий уровень смертности в тёплый период года за прошедшие 40 лет. По состоянию на сентябрь Национальный статистический комитет прекратил обновление данных о численности населения, данный показатель исключён из числа основных социально-экономических показателей.
- Некоторые инфекционные и паразитарные болезни — 691 человек;
- Новообразования — 18 845 (в том числе 18 584 от злокачественных);
- Болезни крови, кроветворных органов и иммунной системы — 52;
- Болезни эндокринной системы, органов питания и нарушений обмена веществ — 390;
  - в том числе сахарный диабет — 264;
- Психические расстройства и расстройства поведения — 1276;
- Болезни нервной системы и органов чувств — 6670;
- Болезни системы кровообращения — 68 095;
  - в том числе острый инфаркт миокарда — 1554;
- Болезни органов дыхания — 2224;
- Болезни органов пищеварения — 3692;
- Болезни кожи и подкожной клетчатки — 119;
- Болезни костно-мышечной системы и соединительной ткани — 213;
- Болезни мочеполовой системы — 752;
- Отдельных перинатальных состояний — 109;
- Врождённых аномалий (пороков развития), деформаций и хромосомных нарушений — 233;
- Симптомы, признаки и отклонения от нормы, выявленные при клинических и лабораторных испытаний — 8677;
- Внешние причины — 8012 человек (из них 5228 человек в трудоспособном возрасте), в том числе:
  - Несчастные случаи, связанные с огнём и дымом — 570 (323);
  - ДТП — 759 (555);
  - Случайные падения — 1186 (576);
  - Случайные отравления алкоголем — 1476 (1112);
  - Случайные утопления — 449 (303);
  - Самоубийства — 1806 (1250);
  - Убийства — 305 (231)[51].

### Браки и разводы
В 2012 году в Беларуси было зарегистрировано 76 245 браков (8,1 на 1000 человек) и 39 034 развода (4,1 на 1000 человек). Наибольшее число браков в пересчёте на 1000 человек было зарегистрировано в Могилёвской области (8,4), наименьшее — в Брестской (7,6); число разводов наиболее велико в Витебской и Гомельской областях, а также в Минске (4,3 на 1000 человек), наименьшее — в Брестской области (3,7). Средний возраст вступления в первый брак в 2012 году составил 26,7 лет для мужчин (в 1980 году — 24,3 года) и 24,6 лет для женщин (22,9 в 1980 году); средний возраст вступления в повторный брак в 2012 году — 40,5 лет для мужчин и 37,6 лет для женщин. К 2018 году средний возраст вступления в первый брак вырос до 28,1 лет для мужчин и 26 лет для женщин.
Статистика браков и разводов:
| Год  | Число браков | (на 1000 человек) | Число разводов | (на 1000 человек) |
| ---- | ------------ | ----------------- | -------------- | ----------------- |
| 1950 | 74 245       | 9,56              | 1594           | 0,21              |
| 1955 | 89 832       | ↗11,4             | 2337           | ↗0,3              |
| 1960 | 90 252       | ↘10,89            | 5757           | ↗0,69             |
| 1965 | 70 594       | ↘8,11             | 9734           | ↗1,12             |
| 1970 | 83 658       | ↗9,18             | 17 060         | ↗1,87             |
| 1980 | 97 461       | ↗10,01            | 31 214         | ↗3,21             |
| 1985 | 98 673       | ↘9,81             | 31 197         | ↘3,1              |
| 1990 | 99 229       | ↘9,74             | 34 986         | ↗3,43             |
| 1995 | 77 027       | ↘7,57             | 42 119         | ↗4,14             |
| 2000 | 62 485       | ↘6,28             | 43 512         | ↗4,37             |
| 2005 | 73 333       | ↗7,61             | 30 531         | ↘3,17             |
| 2010 | 76 978       | ↗8,12             | 36 655         | ↗3,87             |
| 2015 | 82 030       | ↗8,64             | 32 984         | ↘3,47             |
| 2016 | 64 536       | ↘6,79             | 32 628         | ↘3,43             |
| 2017 | 66 215       | ↗7                | 32 006         | ↘3,4              |
| 2018 | 60 714       | ↘6,4              | 33 152         | ↗3,5              |

| Средний возраст вступления в первый брак:                                                                                      |
| График не отображается по техническим причинам. Чтобы исправить это, воспроизведите график в новом формате, если это возможно. |

### Трудовые ресурсы
|                                                                                      |                                                                                        |                                                                                                  |
| Доля населения моложе трудоспособного возраста 20—23,6% 18—19,9% 16—17,9% 13,8—15,9% | Доля населения трудоспособного возраста более 63% 60—62,9% 55—59,9% 50—54,9% менее 50% | Доля населения старше трудоспособного возраста более 34,7% 30—34,6% 25—29,9% 20—24,9% 17,2—19,9% |

### Образовательный уровень
Для населения республики характерен высокий по мировым меркам уровень образования. По данным 2020 года высшее образование имеют порядка 18 % граждан, ещё 26 % — среднее специальное. По индексу уровню образования населения страна в 2020 году была на 32-м месте в мире среди 189 стран.

### Семья
Перепись 2009 года показала, что для населения Беларуси характерна малодетность (как правило, 1 ребёнок на семью): 65,9 % от общего числа семей с детьми имели только одного ребёнка, 28,3 % — двух и только 5,2 % — трёх и более. Суммарный коэффициент рождаемости в начале 2010-х годов постепенно растёт, причём на селе он значительно выше, чем в городах: в 2012 году он составил 1,629 рождений на женщину в целом по республике, для городского населения — 1,476 рождений, для сельского — 2,664 рождений. В 2019 году суммарный коэффициент рождаемости составил 9,3.

### ВИЧ-инфекция
На 1 апреля 2019 года в Беларуси было зарегистрировано 21 098 человек, живущих с ВИЧ (222,7 на 100 тыс. человек). В 2018 году в республике было впервые выявлено 2353 ВИЧ-инфицированных (875 женщин и 1478 мужчин) — в 4,5 раза больше, чем в 2000 году, и 378 с диагнозом СПИД. В пересчёте на 100 тыс. человек численность выявленных ВИЧ-инфицированных за год выросла с 5,3 до 24,8 (максимальный уровень — 26 в 2017 году). 84 % впервые выявленных ВИЧ-инифицированных были в возрасте 30 лет и старше (в 2000 году больше половины впервые выявленных ВИЧ-инфицированных было в возрасте 20—29 лет).
| Первичная заболеваемость ВИЧ-инфекцией (численность впервые выявленных ВИЧ-инфицированных):                                    |
| График не отображается по техническим причинам. Чтобы исправить это, воспроизведите график в новом формате, если это возможно. |

## Демографический кризис и старение населения
Беларусь находится в общемировом демографическом тренде глобального старения населения Земли (кроме Африки южнее Сахары) и вызванного им уже в ряде стран, как развитых так и развивающихся, демографического кризиса. Согласно данным демографического прогноза ООН 2019 года, общий коэффициент рождаемости в Беларуси с 2020 до 2100 год будет в диапазоне от 1,74 рождений на одну женщину до 1,81 рождений на одну женщину.

## Проживание
Документами, подтверждающими факт законного постоянного проживания в пределах республики, являются:
- паспорт гражданина Республики Беларусь (серии АВ, ВМ, НВ, КН, МР, МС, КВ);
- вид на жительство в Беларуси для иностранного гражданина (серии MI, BI);
- свидетельство о рождении — для граждан Беларуси, не достигших 14-летнего возраста и не имеющих паспортов граждан Республики Беларусь.

До 2012 года, согласно п. 3 Положения о паспорте гражданина Республики Беларусь, паспорт был обязан иметь каждый гражданин Беларуси, достигший 16-летнего возраста. С 2012 года, Согласно Указу Президента РБ № 197, возраст снизился до 14 лет.

## Национальный состав
По данным переписи населения 2019 года, на территории Беларуси проживали представители более 130 народов и народностей. Среди них наиболее представлены этнические белорусы (7 990 719, или 84,9 %), русские (706 992, или 7,5 %), поляки (287 693, или 3,1 %), украинцы (159 656, или 1,7 %), евреи (13 705), армяне (9392), татары (8445), цыгане (6848), азербайджанцы (6001), литовцы (5287). В республике также проживает от 1 до 3,5 тыс. молдаван, туркмен, немцев, грузин, китайцев, узбеков, латышей, казахов, арабов и чувашей.
На протяжении белорусской истории сложилось так, что основным населением сельской местности были белорусы, в городах и местечках — евреи, на северо-западе страны проживало множество поляков. Многочисленная шляхта (дворянское сословие) была сильно полонизирована. В настоящее время в городах и сёлах наблюдается практически моноэтнический состав, большинство населения (более 84%) являются этническим белорусам.

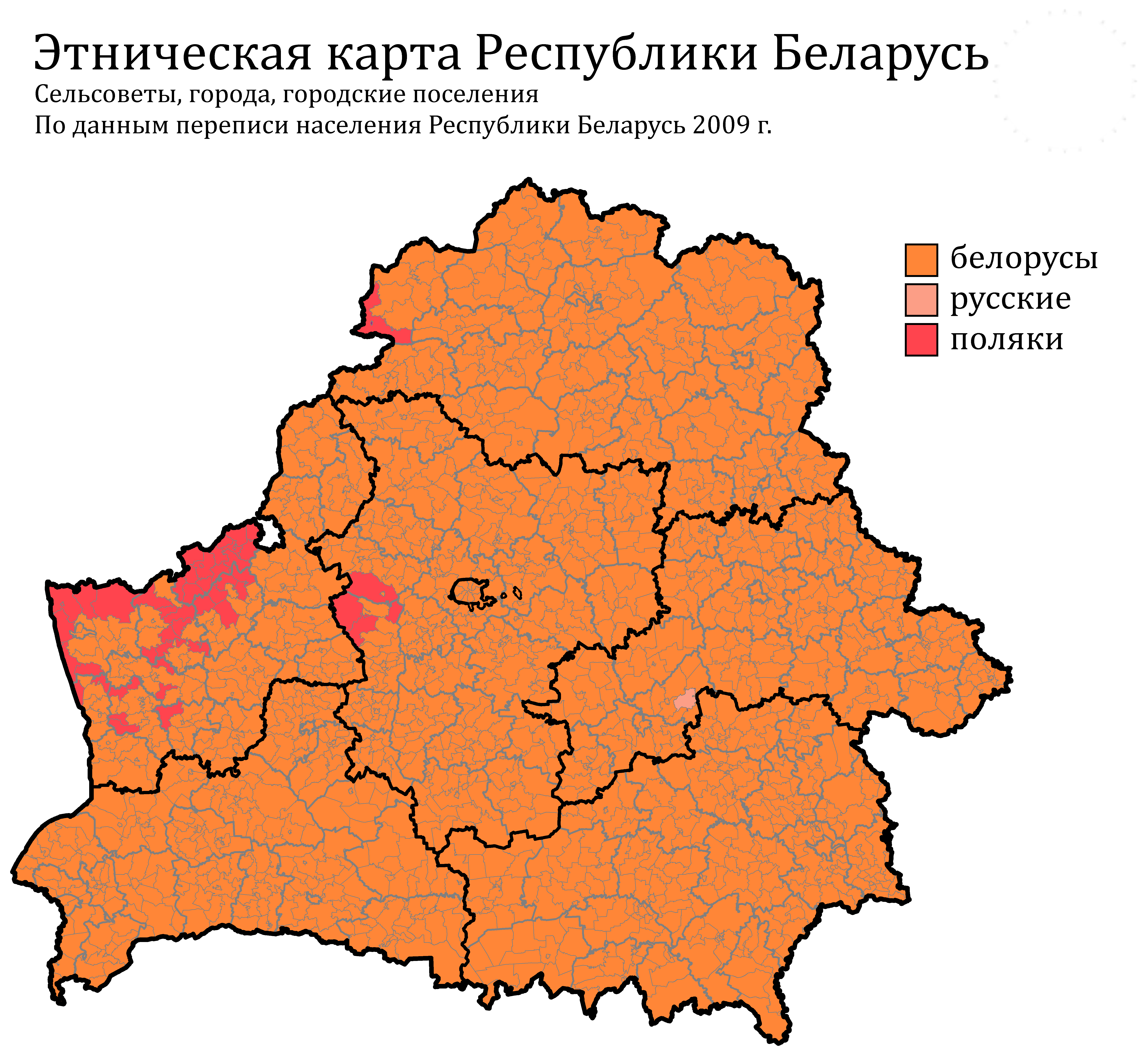
Этническая карта Республики Беларусь по городским и сельским поселениям, перепись 2009 г.

|          |         |        |          |
| Белорусы | Русские | Поляки | Украинцы |

|               | 1959      | %       | 1970      | %        | 1979      | %        | 1989       | %        | 1999       | %        | 2009      | %       | 2019      | %       |
| ------------- | --------- | ------- | --------- | -------- | --------- | -------- | ---------- | -------- | ---------- | -------- | --------- | ------- | --------- | ------- |
| Всего         | 8 055 714 | 100 %   | 9 002 338 | 100 %    | 9 532 516 | 100 %    | 10 151 806 | 100 %    | 10 045 237 | 100 %    | 9 503 807 | 100 %   | 9 413 446 | 100 %   |
| Белорусы      | 6 532 035 | 81,09 % | 7 289 610 | 80,97 %  | 7 567 955 | 79,39 %  | 7 904 623  | 77,86 %  | 8 159 073  | 81,22 %  | 7 957 252 | 83,73 % | 7 990 719 | 84,89 % |
| Русские       | 660 159   | 8,19 %  | 938 161   | 10,42 %  | 1 134 117 | 11,9 %   | 1 342 099  | 13,22 %  | 1 141 731  | 11,37 %  | 785 084   | 8,26 %  | 706 992   | 7,51 %  |
| Поляки        | 538 881   | 6,69 %  | 382 600   | 4,25 %   | 403 169   | 4,23 %   | 417 720    | 4,11 %   | 395 712    | 3,94 %   | 294 549   | 3,1 %   | 287 693   | 3,06 %  |
| Украинцы      | 133 061   | 1,65 %  | 190 839   | 2,12 %   | 230 985   | 2,42 %   | 291 008    | 2,87 %   | 237 014    | 2,36 %   | 158 723   | 1,67 %  | 159 656   | 1,70 %  |
| Евреи         | 150 084   | 1,86 %  | 148 011   | 1,64 %   | 135 450   | 1,42 %   | 111 977    | 1,1 %    | 27 798     | 0,28 %   | 12 926    | 0,14 %  | 13 705    | 0,15 %  |
| Армяне        | 1751      | 0,02 %  | 2362      | 0,03 %   | 2751      | 0,03 %   | 4933       | 0,05 %   | 10 191     | 0,1 %    | 8512      | 0,09 %  | 9 392     | 0,10 %  |
| Татары        | 8654      | 0,11 %  | 10 031    | 0,11 %   | 10 911    | 0,11 %   | 12 552     | 0,12 %   | 10 089     | 0,1 %    | 7316      | 0,08 %  | 8 445     | 0,09 %  |
| Цыгане        | 4662      | 0,06 %  | 6843      | 0,08 %   | 8408      | 0,09 %   | 10 762     | 0,11 %   | 9927       | 0,1 %    | 7079      | 0,07 %  | 6 848     | 0,07 %  |
| Азербайджанцы | 1402      | 0,02 %  | 1335      | 0,01 %   | 2654      | 0,03 %   | 5009       | 0,05 %   | 6362       | 0,06 %   | 5567      | 0,06 %  | 6 001     | 0,06 %  |
| Литовцы       | 8363      | 0,10 %  | 8092      | 0,09 %   | 6993      | 0,07 %   | 7606       | 0,07 %   | 6387       | 0,06 %   | 5087      | 0,05 %  | 5 287     | 0,06 %  |
| Туркмены      | …         |         | 197       | < 0,01 % | 170       | < 0,01 % | 777        | 0,01 %   | 921        | 0,01 %   | 2685      | 0,03 %  | 5 231     | 0,06 %  |
| Немцы         | 1220      | 0,02 %  | 1994      | 0,02 %   | 2451      | 0,03 %   | 3517       | 0,03 %   | 4805       | 0,05 %   | 2474      | 0,03 %  | 3 058     | 0,03 %  |
| Грузины       | 1745      | 0,02 %  | 1291      | 0,01 %   | 1659      | 0,02 %   | 2840       | 0,03 %   | 3031       | 0,03 %   | 2400      | 0,03 %  | 2 730     | 0,03 %  |
| Молдаване     | 727       | 0,01 %  | 1800      | 0,02 %   | 2923      | 0,03 %   | 4964       | 0,05 %   | 4267       | 0,04 %   | 3465      | 0,04 %  | 2 407     | 0,03 %  |
| Китайцы       | …         |         | 87        | < 0,01 % | 78        | < 0,01 % | 78         | < 0,01 % | 75         | < 0,01 % | 1642      | 0,02 %  | 1 788     | 0,02 %  |
| Узбеки        | 886       | 0,01 %  | 1606      | 0,02 %   | 2333      | 0,02 %   | 3537       | 0,03 %   | 1571       | 0,02 %   | 1593      | 0,02 %  | 1 441     | 0,02 %  |
| Латыши        | 2631      | 0,03 %  | 2660      | 0,03 %   | 2617      | 0,03 %   | 2658       | 0,03 %   | 2239       | 0,02 %   | 1549      | 0,02 %  | 1 534     | 0,02 %  |
| Казахи        | 633       | 0,01 %  | 1062      | 0,01 %   | 1355      | 0,01 %   | 2266       | 0,02 %   | 1239       | 0,01 %   | 1355      | 0,02 %  | 1 068     | 0,01 %  |
| Арабы         | …         |         | 24        | < 0,01 % | 35        | < 0,01 % | 101        | < 0,01 % | 490        | < 0,01 % | 1330      | 0,01 %  | 1 037     | 0,01 %  |
| Чуваши        | 1061      | 0,01 %  | 1922      | 0,02 %   | 2243      | 0,02 %   | 3323       | 0,03 %   | 2242       | 0,02 %   | 1277      | 0,01 %  | 664       | 0,01 %  |
| Мордва        | 1276      | 0,02 %  | 1737      | 0,02 %   | 2063      | 0,02 %   | 2620       | 0,02 %   | 1677       | 0,02 %   | 877       | 0,01 %  | 426       | 0,00 %  |
| Башкиры       | 343       | 0,01 %  | 673       | 0,01 %   | 772       | 0,01 %   | 1252       | 0,01 %   | 1091       | 0,01 %   | 607       | 0,01 %  | 339       | 0,00 %  |

Тогда как в советский период доля белорусов в населении республики сокращалась (с 81,1 % в 1959 до 77,9 % в 1989), а доля русских и украинцев росла (с 8,2 % в 1959 до 13,2 % в 1989 у русских и с 1,7 % до 2,9 % у украинцев), то в период независимости страны доля белорусов постоянно росла, достигнув 83,7 % в 2009 году, а русских и украинцев убывала (до 8,3 % и 1,7 %, соответственно). Доля поляков и евреев в послевоенный период постоянно сокращалась (с 6,7 % в 1959 до 3,1 % в 2009 у поляков, с 1,9 % до 0,1 % у евреев). Сокращение доли русских, украинцев, евреев и поляков объясняется отрицательным сальдо внешней миграции и естественной ассимиляцией. Увеличивается число туркменов, китайцев, узбеков, казахов и арабов.

### Этнические карты
|  |  |  |  |
|  |  |  |  |

## Языковой состав
По данным переписи 2019 года, родным 54 % населения называет белорусский язык, а 42 % — русский, но дома большинство жителей страны (71 %) разговаривают на русском, а 26 % — на белорусском. Английским языком свободно владеют 450 тыс. человек, немецким — 138 тыс. За период 1999—2019 годов доля этнических белорусов, для которых родным был белорусский язык, сократилась с 85,6 % до 61,2 %, одновременно доля этнических белорусов, разговаривавших на русском языке дома, возросла с 58,6 % до 71 %.
Упадок белорусского языка и доминирование русского в стране является последствием длительной политики русификации Беларуси, проводимой во времена Российской империи, Советского Союза и после провозглашения независимости республики при режиме Лукашенко.
После прихода к власти Александра Лукашенко в стране практически каждый год сокращается доля учащихся на белорусском языке. Так, в 1994/95 учебном году общее среднее образование на белорусском языке получали 40,6 % белорусских школьников, в 2005/06 учебному году — 23,3 %, в 2017/18 учебном году — 12,2 %, в 2020/21 учебном году — 10,2 %, в 2021/22 учебном году — 9,5 %, в 2023/24 учебном году — 8,6 %.
В 2018/19 учебном году в Беларуси только 9,7 % первоклассников (и 11,1 % всех школьников) учились в белорусскоязычных классах — 53,7 % первоклассников в сельской местности и лишь 1,4 % первоклассников в городской местности.
По данным Национального статистического комитета Республики Беларусь, в 2023/24 учебном году из 1090,0 тысяч учащихся в дневных учреждениях общего среднего образования Беларуси только 93,5 тысяч (8,58 %) обучались на белорусском языке, тогда как 996,5 тысяч (91,42 %) — на русском.
|               |                                                                     |                    |
| Всё население | Городское население (в Могилёвском районе нет городского населения) | Сельское население |

## Религиозный состав
Согласно исследованию центра Gallup в 2009 году, 27 % граждан Беларуси признали, что религия играет важную роль их повседневной жизни. По этому показателю Республика Беларусь входит в число 11 наименее религиозных стран мира.
В то же время, общее количество верующих может достигать 50 %. По итогам проведённого в 1997 опроса, 49,4 % населения выбрало вариант «Да, я верю в Бога».
По отдельным оценкам, число людей, посещающих культовые здания, составляет 6 %.
Согласно данным на июль 2010 года, предоставленным аппаратом Уполномоченного по делам религий и национальностей, 58,9 % населения считают себя верующими. Из них 82,5 % принадлежат к Русской православной церкви (Белорусский экзархат), 12 % причисляют себя к Римско-католической церкви, 4 % населения относится к восточным религиям (в первую очередь к исламу, а также к индуизму (кришнаизм) и бахаи), 2 % к протестантским деноминациям (пятидесятникам, баптистам, адвентистам седьмого дня, лютеранам, свидетелям иеговы и др.), а также к старообрядцам. Согласно этим же данным, регулярно посещают богослужения около 18 % православных и 50 % католиков. Имеются также греко-католики, кроме того есть группы православных, чьи общины не входят в Белорусский экзархат Русской православной церкви.
По информации из еврейских общин, к евреям себя относят от 30 до 50 тыс. жителей Беларуси, однако подавляющее большинство евреев не являются активными верующими. Число евреев, по данным переписей, быстро сокращается: так в 1979 году их было 135 тыс., в 1989 году 112 тыс.; особенно быстро число евреев сокращалось в период независимости страны: к 1999 году их число сократилось в 4 раза (до 28 тыс.), а в период до 2009 года ещё более чем вдвое — до 13 тыс.. Тем не менее есть источники, которые называют значительно более высокие цифры числа лиц иудейского вероисповедания: 60 тыс..
По данным самой католической церкви, в Беларуси к ней относятся около 1,4 млн верующих (около 15 % населения страны).
Есть источники, которые дают значительно более высокую оценку количества верующих всех протестантских деноминаций — 515 024. Имеются оценки числа грекокатоликов (униатов) — до 10 тыс. человек, адвентистов седьмого дня — 4633 человека, по другим данным — 4828 человека. Численность Свидетелей Иеговы на 2011 год — 4892 человека.
Численность этносов, традиционно относимых к мусульманам, по данным переписи 2009 года, составляло около 22 тыс. человек. На 2014 год количество мусульман оценивается в 19 тыс. (0,2 % населения).

## Внутренняя миграция

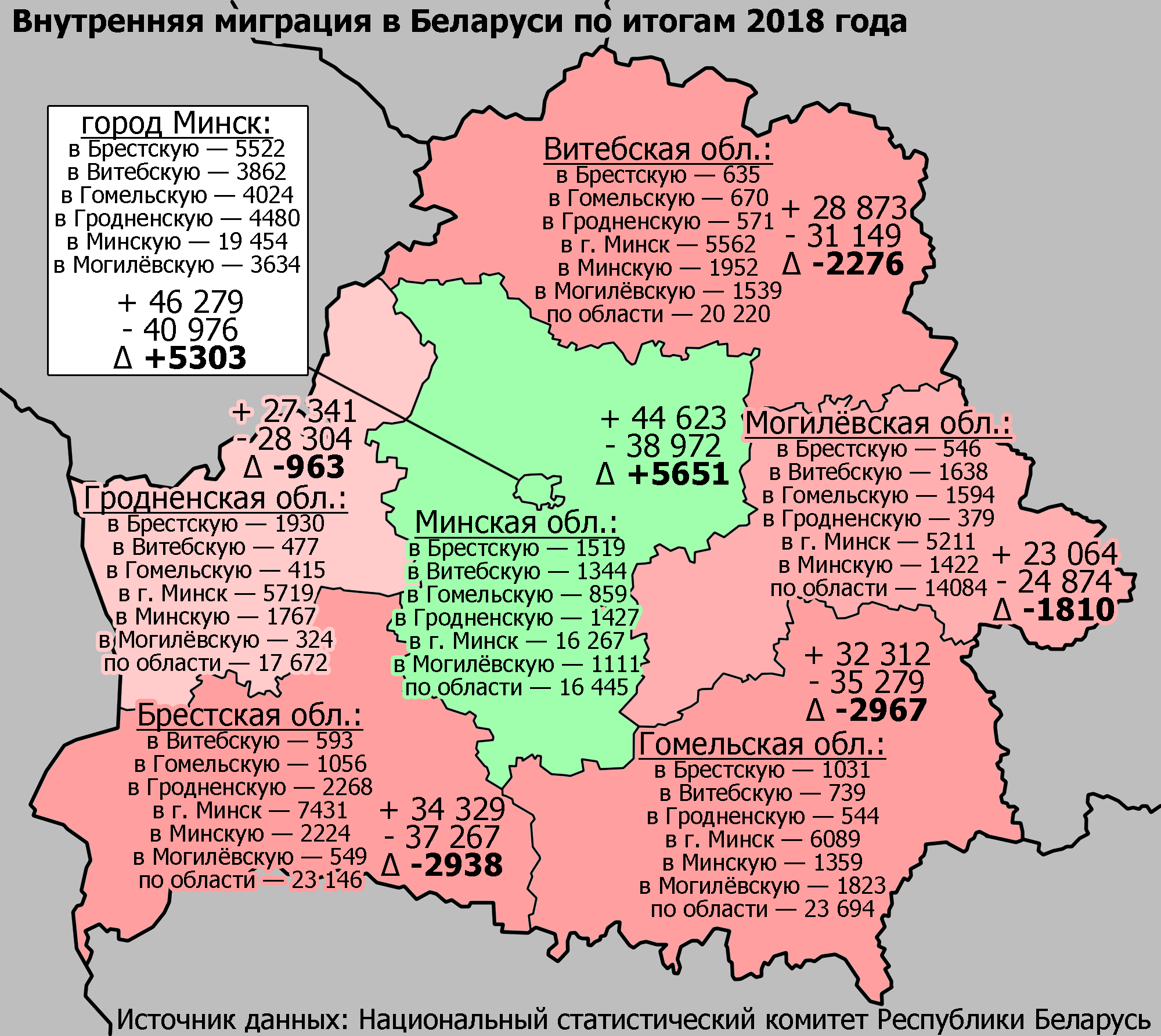
Внутренняя миграция по областям и городу Минску:
Прирост по внутренней миграции
Убыль по внутренней миграции от 0 до −999 человек
Убыль по внутренней миграции от −1000 до −1999 человек
Убыль по внутренней миграции от −2000 до −3000 человек

Внутренняя миграция характеризуется значительными перемещениями людей внутри каждой области. В межобластных миграциях наиболее велик отток населения в Минск, в соседние области выезжает значительно меньше людей. В 2018 году все области, кроме Минской, имели отрицательный миграционный баланс с Минском: в столицу выехало больше людей, чем вернулось в эти области. В 2016—2018 годах в Минске и Минской области наблюдался миграционный прирост, в остальных областях — миграционная убыль:
| Миграционный прирост или убыль по областям и городу Минску (внутренняя миграция, без учёта международной) | Миграционный прирост или убыль по областям и городу Минску (внутренняя миграция, без учёта международной) | Миграционный прирост или убыль по областям и городу Минску (внутренняя миграция, без учёта международной) | Миграционный прирост или убыль по областям и городу Минску (внутренняя миграция, без учёта международной) |
| Регион | 2016 | 2017 | 2018 |
| --- | --- | --- | --- |
| Брестская область                                                                                         | -3659 | -1836 | -2938 |
| Витебская область                                                                                         | -2543 | -2102 | -2276 |
| Гомельская область                                                                                        | -3096 | -2285 | -2967 |
| Гродненская область                                                                                       | -2513 | -846 | -963 |
| город Минск                                                                                               | +7334 | +2165 | +5303 |
| Минская область                                                                                           | +5978 | +6791 | +5651 |
| Могилёвская область                                                                                       | -1501 | -1887 | -1810 |

## Иммиграция в Беларусь

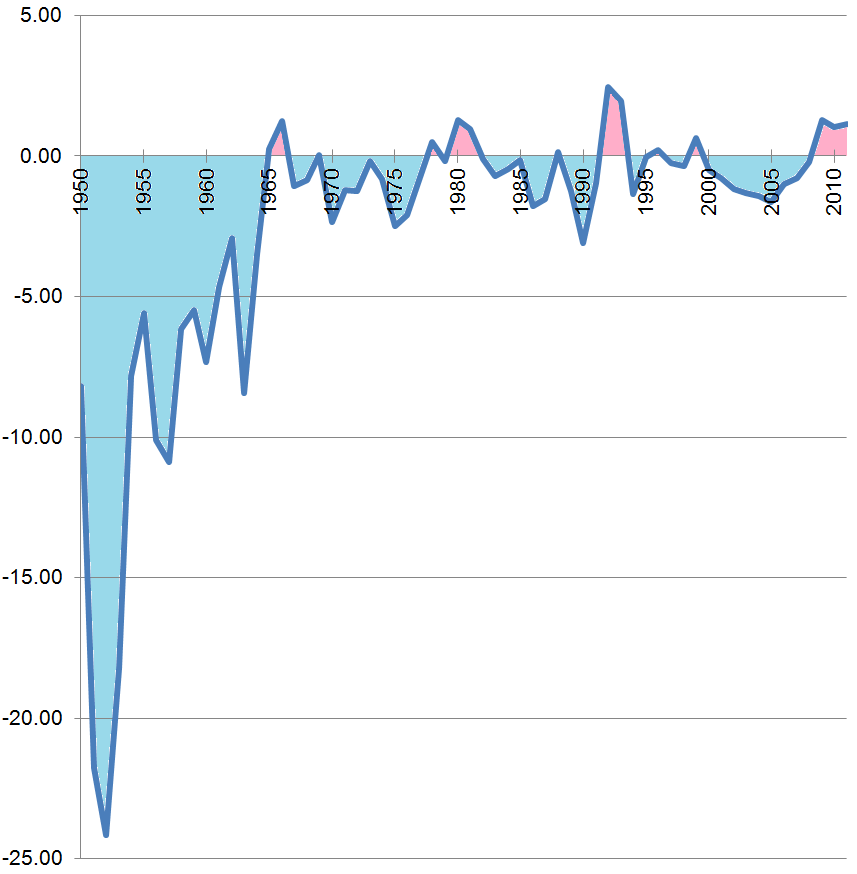
Миграционное сальдо населения Беларуси 1950—2011 годов (человек на 1000 жителей).
Условные обозначения:
миграционный приток;
миграционный отток.

Повышение коэффициента миграционного прироста является частью программы демографической безопасности страны. Иммиграция играет важную роль в современных демографических процессах, происходящих на территории Беларуси, так как именно благодаря ей общая убыль населения страны сглаживается даже в условиях сохраняющейся, хотя и уменьшающейся естественной убыли населения.
| Официальные данные   | 2012   | 2013   | 2014   | 2015   | 2016   | 2017   | 2018   | 2019   |
| -------------------- | ------ | ------ | ------ | ------ | ------ | ------ | ------ | ------ |
| Прибыло (иммигранты) | 18 040 | 19 435 | 24 941 | 28 349 | 21 038 | 18 961 | 24 601 | 34 846 |
| Выбыло (эмигранты)   | 8712   | 7792   | 9219   | 9855   | 13 098 | 15 087 | 15 239 | 20 976 |
| Миграционный прирост | 9328   | 11 643 | 15 722 | 18 494 | 7940   | 3874   | 9362   | 13 870 |

По официальным данным, в 2012 году в Беларусь прибыло в качестве мигрантов 18 040 граждан других государств (в 2000 году — 25 943), из них 13 455 человек — из стран СНГ. Больше всего людей прибыло из России (8560 человек), с Украины (2258), из Казахстана (963) и Туркмении (800). После 2014 года в связи с Войной в Донбассе начался активный приток мигрантов с Украины. По разным оценкам до нескольких сотен тысяч граждан Украины уехали на заработки в Беларусь. В то же время, официальная статистика зафиксировала прибытие лишь 6311 граждан Украины в 2014 году (для сравнения 2203 человека прибыло в 2013 году), 10 571 — в 2015 году, 5492 — в 2016 году, 3491 — в 2017 году, 3404 — в 2018 году, 4065 — в 2019 году.
География иммиграции в 2018 году, чел. (только страны, из которых прибыло более 300 человек):
- Россия — 10440;
- Китай — 4669;
- Украина — 4065;
- Туркменистан — 3663;
- Казахстан — 1392;
- Узбекистан — 1095;
- Азербайджан — 726;
- США — 573;
- Турция — 499;
- Грузия — 487;
- Германия — 446;
- Литва — 418;
- Таджикистан — 412;
- Армения — 351;
- Польша — 348;
- Израиль — 342;
- Индия — 311.

## Эмиграция из Беларуси
Официальная белорусская статистика по эмиграции не совпадает с данными иммиграционных служб других государств, иногда в десятки раз. Так, по официальной статистике, в 2015 году на постоянное место жительства в страны за пределами СНГ переехало 3176 граждан Республики Беларусь. В то же время, только Евростат зафиксировал 82 024 прибытия жителей РБ в страны Европейского союза (использовалась несколько иная методология из-за отсутствия аналогичной системы регистрации по месту жительства). В 2015 году в Россию, по данным белорусских миграционных органов, переехало на постоянное место жительства 5138 человек, а по данным Росстата — 17 741 человек. С учётом различий в статистических данных численность эмигрантов оценивается в более чем 700 тыс. человек.
В 2018 году Евростат зарегистрировал выдачу разрешений на длительное пребывание (first residence permit) в странах Евросоюза почти 138 тыс. гражданам республики (5-е место по этому показателю после Украины, Китая, Индии и Сирии), причём по сравнению с 2017 годом этот показатель вырос более чем в 2,5 раза (на 166 %, или на 86 тыс. человек). В 2018 году 2,7 % разрешений было выдано по семейным обстоятельствам, 4,3 % — для получения образования, 19,5 % — для трудоустройства, 73,5 % — по другим причинам (в «другие причины» включается в том числе и намерение сменить место постоянного жительства). 91,9 % разрешений для белорусов в 2018 году выдала Польша, 2,5 % — Литва, 1,4 % — Чехия.
Численность белорусских граждан, получивших разрешение на пребывание в странах Европейского союза от 3 месяцев и дольше, по данным принимающей стороны:
|                    | 2008   | 2009    | 2010    | 2011    | 2012    | 2013    | 2014    | 2015    | 2016    | 2017    | 2018    | 2019     |
| ------------------ | ------ | ------- | ------- | ------- | ------- | ------- | ------- | ------- | ------- | ------- | ------- | -------- |
| Всего в ЕС         | 12 644 | ↘ 9 848 | ↗10 386 | ↗15 374 | ↗29 282 | ↗76 793 | ↗80 478 | ↗82 040 | ↘35 533 | ↗51 855 | ↗63 694 | ↗ 70 095 |
| в том числе Польша | 2403   | ↗ 2467  | ↗3645   | ↗9274   | ↗22 912 | ↗69 958 | ↗74 062 | ↗75 394 | ↘28 165 | ↗42 756 | ↗52 581 | ↗54 107  |

Страны Европейского союза, которыми выдано наибольшее количество разрешений на пребывание длительностью от 3 месяцев и более (в том числе с целью смены постоянного места жительства) гражданам Беларуси в 2018 году, и данные Белстата об эмиграции на постоянное место жительства в эти страны:
| Страна         | Данные Евростата: выдано разрешений | Данные Белстата: выбыло из РБ | Другие данные: |
| -------------- | ----------------------------------- | ----------------------------- | -------------- |
| Польша         | 52 581                              | 765                           | 20 114; 1163   |
| Литва          | 3472                                | 338                           |                |
| Чехия          | 1896                                | 79                            |                |
| Германия       | 1457                                | 702                           |                |
| Латвия         | 633                                 | 173                           |                |
| Италия         | 518                                 | 184                           |                |
| Великобритания | 457                                 | 78                            |                |
| Испания        | 399                                 | 14                            |                |
| Франция        | 322                                 | 52                            |                |
| Швеция         | 317                                 | 25                            |                |

По данным российских официальных и неофициальных источников, на территории РФ работает около 500 тыс. граждан Беларуси, что составляет почти 10 % от населения трудоспособного возраста. Точное количество работающих в России отследить практически невозможно, так как им для работы на территории РФ не требуется никаких дополнительных документов.
В 2018 году, по данным Росстата, в Россию прибыло 19 045 граждан РБ (по данным Белстата, в 2018 году выбыло в Россию 6732 человека), в том числе 5665 человек в Смоленскую область, 3173 — в Санкт-Петербург, 1598 — в Москву, 1535 — в Ямало-Ненецкий автономный округ Тюменской области, 1282 — в Московскую область, 1002 — в Ленинградскую область, 581 — в Краснодарский край.
Также, по оценкам, около 200 тыс. граждан Беларуси работает в Польше и других странах Евросоюза.
В 2018 году Польша выдала 19 233 разрешений на работу для белорусов (5 % от всех разрешений на работу гражданам стран за пределами Евросоюза; третье место после Украины и Непала; 17 700 мужчин и 1533 женщины). Кроме того, было зарегистрировано 62 805 деклараций о поручении работы иностранцу (declaration on entrusting work to a foreigner) для белорусов: 51 944 для мужчин, 10 861 для женщин; большинство — на срок более 90 дней. В 2018/2019 учебном году 7314 белорусов обучались в польских университетах. За 2008—2018 годы граждане Беларуси получили 125 828 карт поляка (1-е место, или почти половина от общего количества выданных карт поляка).
Большинство трудовых (временных) мигрантов тоже не учитываются органами Министерства внутренних дел Республики Беларусь из-за несовершенства системы учёта. В результате, официально озвученная численность граждан республики, трудоустроившихся в других странах, отличается с данными стран, принимающих белорусских работников, в десятки, а иногда и в сотни раз. Так, в 2016 году, по данным МВД РБ, в Латвию выехало на работу 18 человек, однако Управление по делам гражданства и миграции Латвии выдало 1018 разрешений для белорусов. Схожие значительные (на 2 порядка) расхождения в подсчётах отмечены также с Эстонией. Сопоставимые данные демонстрируют рост трудовой эмиграции: по оценке Национального статистического комитета Республики Беларусь, за 2015—2018 годы численность граждан, работавших за пределами страны (до 1 года) выросла с 39,4 тыс. человек до 95,4 тыс. человек.

## Комментарии
1. ↑  Данные о численности населения за 1897 год приведены по переписи
населения на 9 февраля; за 1959 и 1970 годы — по переписям на 15 января; за 1979 год — по переписи на
17 января; за 1989 год — по переписи на 12 января; за 1999 год — по переписи на 16 февраля; за остальные
годы — на начало года)
2. ↑  Официальные белорусские данные по эмиграции и иммиграции значительно расходятся со статистикой, которая ведётся другими государствами[102].
3. ↑  residence permit — разрешение на пребывание сроком не менее чем на 3 месяца[110].
4. ↑  По данным Центрального статистического управления Польши, 14 214 граждан РБ получили разрешение на постоянное пребывание в Польше, 553 — на долговременное пребывание в Евросоюзе (выданных только Польшей), 5148 — на временное проживание, 199 — другие виды разрешений на проживание[114].
5. ↑  В 2018 году 1163 человека, которые были гражданами РБ, получили польское гражданство[115].